# Unreleased & Revamped
Unreleased & Revamped (englisch für unveröffentlicht und überarbeitet) ist eine EP der US-amerikanischen Rap-Gruppe Cypress Hill. Sie erschien am 12. August 1996 über die Labels Ruffhouse und Columbia Records.

## Inhalt
Die EP enthält neun Lieder, von denen sieben Remix-Versionen von Songs aus den ersten drei Studioalben Cypress Hill (zwei Tracks), Black Sunday (zwei Stücke) und III: Temples of Boom (drei Titel) der Rapgruppe sind. Teilweise wurde der Name der Remixe leicht verändert, so wurde Throw Your Set in the Air zu Throw Your Hands in the Air und When the Shit Goes Down zu When the Ship Goes Down. Außerdem befinden sich die beiden zuvor unveröffentlichten Lieder Intellectual Dons und Whatta You Know auf dem Album.

## Produktion
| Professionelle Bewertungen | Professionelle Bewertungen |
| -------------------------- | -------------------------- |
| Kritiken                   |                            |
| Quelle                     | Bewertung                  |
| allmusic                   | [ 1 ]                      |
| RapReviews                 | [ 2 ]                      |

Vier der neun Lieder (Throw Your Hands in the Air, Intellectual Dons, Hand on the Pump (Muggs’ Blunted Mix), Whatta You Know) wurden von Cypress Hills Produzent DJ Muggs produziert. Je ein Instrumental produzierten Wyclef Jean, T-Ray, Q-Tip, Prince Paul und Diamond D.

## Gastbeiträge
Drei der neun Lieder enthalten Gastauftritte von anderen Künstlern. So ist die Rapgruppe The Fugees auf dem Song Boom Biddy Bye Bye (Fugees Remix) zu hören. Throw Your Hands in the Air ist eine Kollaboration mit den Rappern Redman, Erick Sermon und MC Eiht. Außerdem arbeiteten Cypress Hill beim Track Intellectual Dons mit dem Duo Call O’ Da Wild, bestehend aus Barron Ricks und Angelo Campanioni, zusammen.

## Covergestaltung
Das Albumcover zeigt den weißen Schriftzug Cypress Hill und darunter einen Totenschädel mit Pfeil hindurch. Am unteren Bildrand befindet sich der Titel Unreleased & Revamped (EP) in Weiß. Der Hintergrund ist in dunklen, rostähnlichen Farben gehalten.

## Titelliste
| # | Titel                                     | Gastbeiträge                     | Produzent   | Länge | Album                |
| - | ----------------------------------------- | -------------------------------- | ----------- | ----- | -------------------- |
| 1 | Boom Biddy Bye Bye (Fugees Remix)         | The Fugees                       | Wyclef Jean | 3:33  | III: Temples of Boom |
| 2 | Throw Your Hands in the Air               | Redman, Erick Sermon und MC Eiht | DJ Muggs    | 4:07  | III: Temples of Boom |
| 3 | Intellectual Dons                         | Call O’ Da Wild                  | DJ Muggs    | 4:25  |                      |
| 4 | Hand on the Pump (Muggs’ Blunted Mix)     |                                  | DJ Muggs    | 4:41  | Cypress Hill         |
| 5 | Whatta You Know                           |                                  | DJ Muggs    | 3:11  |                      |
| 6 | Hits from the Bong (T-Ray’s Mix)          |                                  | T-Ray       | 4:24  | Black Sunday         |
| 7 | Illusions (Q-Tip Remix)                   |                                  | Q-Tip       | 3:49  | III: Temples of Boom |
| 8 | Latin Lingo (Prince Paul Mix)             |                                  | Prince Paul | 4:36  | Cypress Hill         |
| 9 | When the Ship Goes Down (Diamond D Remix) |                                  | Diamond D   | 2:55  | Black Sunday         |

## Kommerzieller Erfolg

### Chartplatzierungen
Die EP stieg am 30. September 1996 in die deutschen Charts ein, erreichte mit Platz 60 die Höchstposition und verließ die Top 100 nach sechs Wochen.

### Auszeichnungen für Musikverkäufe
In den USA erhielt das Album für mehr als 500.000 verkaufte Exemplare eine Goldene Schallplatte.

| Land/Region                  | Auszeichnungen für Musikverkäufe (Land/Region, Auszeichnung, Verkäufe) | Verkäufe |
| ---------------------------- | ---------------------------------------------------------------------- | -------- |
| Neuseeland (RMNZ)            | Gold                                                                   | 7.500    |
| Vereinigte Staaten (RIAA)    | Gold                                                                   | 500.000  |
| Vereinigtes Königreich (BPI) | Silber                                                                 | 60.000   |
| Insgesamt                    | 1× Silber · 2× Gold ·                                                  | 567.500  |